# نيقولاي برودنكوف
نيقولاي برودنكوف (بالروسية: Прудников, Николай Александрович)‏ هو لاعب كرة قدم روسي في مركز الهجوم، ولد في 1998 في Shklow ‏ في بيلاروس. لعب مع FC Zenit-2 Saint Petersburg ‏.

## وصلات خارجية
- نيقولاي برودنكوف على موقع الاتحاد الأوربي (الإنجليزية)
- نيقولاي برودنكوف على موقع قاعدة بيانات كرة القدم.إي يو (الإنجليزية)
- نيقولاي برودنكوف على موقع Soccerway.com (الإنجليزية)